# Roger L. Kaesler
Roger Leroy Kaesler (* 22. Juni 1937 in Ponca City, Oklahoma; † 11. August 2007) war ein US-amerikanischer Paläontologe.
Kaesler studierte Geologie an der Colorado School of Mines mit dem Ingenieursabschluss 1959, war 1959/60 beim US Army Corps of Engineers und studierte dann an der University of Kansas mit dem Master-Abschluss 1962 und der Promotion in Mikropaläontologie 1965. Danach war er Assistant Professor und ab 1973 Professor für Geologie an der University of Kansas und Direktor des dortigen Museums für Paläontologie der Wirbellosen. Ab 1986 war er Direktor des Paleontological Institute und er war Kurator am Natural History Museum der Universität. 2006 ging er in den Ruhestand.
Er befasst sich mit fossilen Ostrakoden und Fusuliniden des späten Paläozoikums, ihrer Systematik, Morphologie, Evolution, Paläoökologie und Taphonomie und Verwendung quantitativer statistischer Verfahren, die er auch in anderen Bereichen der Geologie und Paläontologie anwandte. Er untersuchte auch Ökologie und Systematik holozäner Ostrakoden (marin und aus Süßwasser).
Er war 1986 bis 2007 Herausgeber des Treatise on Invertebrate Paleontology, der unter seiner Leitung den Übergang zur digitalen Publikation machte.